# Mohamed Ahmad Mahgoub
Mohamed Ahmad Mahgoub, född 1908, död 23 juni 1976, var en sudanesisk politiker, landets regeringschef från den 10 juni 1965 till den 25 juli 1966 och från den 18 maj 1967 till den 25 maj 1969.
Han störtades den 25 maj 1969 i en socialistisk kupp ledd av Gaafar Mohamad Numeiry. Kuppen syftade till radikal reform av landet, men missnöje med att Mahgoubs regering misskötte landets ekonomi var också bidragande.